# Xylocampa mustapha
Xylocampa mustapha là một loài bướm đêm trong họ Noctuidae.